# 杰克逊县 (艾奥瓦州)
傑克遜縣（英語：Jackson County）是美國愛阿華州東部的一個縣，東隔密西西比河與伊利諾伊州相望。面積1,683平方公里。根據美國2000年人口普查，共有人口20,296人。縣治馬科基塔 (Maquoketa)。
成立於1837年12月21日。縣名紀念第七任總統安德魯·傑克遜。